# 송양고등학교
송양고등학교(松壤高等學校)는 대한민국 경기도 의정부시 낙양동에 있는 공립 고등학교이다.

## 학교 연혁
- 2014년 12월 31일 : 송양고등학교 36학급 설립인가
- 2015년 3월 2일 : 초대 고종립 교장 취임
- 2015년 3월 2일 : 송양고등학교 제1회 입학생(10학급 305명)
- 2018년 2월 7일 : 송양고등학교 제1회 졸업생(10학급 296명)
- 2024년 1월 5일 : 송양고등학교 제7회 졸업생(11학급 277명)
- 2024년 3월 4일 : 제4대 설향기 교장 취임
- 2024년 3월 4일 : 송양고등학교 제10회 입학식(12학급 335명)

## 참고 자료
- 송양고등학교 - 한국교육학술정보원 학교알리미